# Відкритий чемпіонат Австралії з тенісу 2007
Відкритий чемпіонат Австралії з тенісу 2007 — тенісний турнір, що проходив між 15 січня та 28 січня 2007 року на кортах Мельбурн-Парку в Мельбурні, Австралія. Це — 95-ий чемпіонат Австралії з тенісу і перший турнір Великого шолома в 2007 році. Турнір входив до програм ATP та WTA турів.

## Результати фінальних матчів

### Дорослі
| Одиночний розряд. Чоловіки    |                               |                    |
| Роджер Федерер                | Фернандо Гонсалес             | 7–6(7–2), 6–4, 6–4 |
|                               |                               |                    |
| Одиночний розряд. Жінки       |                               |                    |
| Серена Вільямс                | Марія Шарапова                | 6–1, 6–2           |
|                               |                               |                    |
| Парний розряд. Чоловіки       |                               |                    |
| Боб Браян Майк Браян          | Йонас Бйоркман Макс Мирний    | 7–5, 7–5           |
|                               |                               |                    |
| Парний розряд. Жінки          |                               |                    |
| Кара Блек Лізель Губер        | Чжань Юнжань Чжуан Цзяжун     | 6–4, 6–7(4–7), 6–1 |
|                               |                               |                    |
| Мікст                         |                               |                    |
| Деніел Нестор Олена Лиховцева | Макс Мирний Вікторія Азаренко | 6–4, 6–4           |
|                               |                               |                    |

### Юніори
| Одиночний розряд. Хлопці       |                               |                    |
| Брайден Клейн                  | Жонатан Ессерік               | 6–2, 4–6, 6–1      |
|                                |                               |                    |
| Одиночний розряд. Дівчата      |                               |                    |
| Анастасія Павлюченкова         | Медісон Бренгл                | 7–6(8–6), 7–6(7–3) |
|                                |                               |                    |
| Парний розряд. Хлопці          |                               |                    |
| Грем Дайс Гаррі Геліоваара     | Стівен Доналд Рупеш Рой       | 6–2, 6–7(4–7), 6–3 |
|                                |                               |                    |
| Парний розряд. Дівчата         |                               |                    |
| Євгенія Родіна Аріна Родіонова | Джулія Коен Уршуля Радванська | 2-6, 6-3, 6-1      |
|                                |                               |                    |